# Unter den Talaren – Muff von 1000 Jahren
„Unter den Talaren – Muff von 1000 Jahren“ war der Text eines Transparents, das am 9. November 1967 im Auditorium Maximum der Universität Hamburg von den damaligen Studenten und früheren AStA-Vorsitzenden Detlev Albers und Gert Hinnerk Behlmer bei der Rektoratsübergabe in der Öffentlichkeit enthüllt wurde. Das dabei entstandene Pressefoto wurde vielfach abgedruckt, und der Text des Transparents wird bis in die Gegenwart als eine der wesentlichen Kernparolen der Deutschen Studentenbewegung der 1960er Jahre oft zitiert.
Der gereimte Slogan „Unter den Talaren – Muff von 1000 Jahren“ spielt kritisch auf die NS-Diktatur von 1933 bis 1945 an. In der NS-Propaganda wurde – im Zusammenhang mit der „Herrschaft des Nationalsozialismus“ – ein zu errichtendes „1000-jähriges Reich“ verkündet, welches aber ewig fortbestehen sollte, und davon hafte ein Modergeruch den Universitäten an. Die Studenten protestierten damit gegen die in ihren Augen ausgebliebene Aufarbeitung der Verbrechen des „Dritten Reiches“ in der westdeutschen Nachkriegsgesellschaft sowie gegen – mit dem metaphorischen Begriff „Talare“ bezeichnete – elitäre Strukturen und überholte fragwürdige Traditionslinien der Universitätspolitik. Gefordert wurden deren Demokratisierung und die Mitbestimmung der Studentenschaft.

## Aktion
Am 9. November 1967 fand an der Universität Hamburg eine offizielle Feier anlässlich der Übergabe des Rektorats von Karl-Heinz Schäfer an Werner Ehrlicher statt. Bei der Feier im vollbesetzten Audimax schritten die Lehrstuhlinhaber, alle mit Talaren (traditionellen akademischen Amtstrachten) bekleidet, eine Treppe hinunter, an der Spitze der alte und der neue Rektor.
Gert Hinnerk Behlmer hatte das Transparent in der Innentasche seines Anzugs gefaltet. Während der Prozession holte er es heraus, entfaltete es und trug es mit Detlev Albers vor der Prozession her. Die Professoren konnten den Text nicht lesen und schritten weiter; die Pressefotografen hatten genügend Zeit, die Szene abzulichten. Der Ordinarius für Islamkunde Bertold Spuler rief daraufhin den Studenten zu: „Sie gehören alle ins Konzentrationslager!“ Er wurde dafür zeitweilig von seinen Dienstgeschäften suspendiert.
Laut Behlmer spielte der geschichtliche Hintergrund des 9. November keine Rolle bei der Vorbereitung der Aktion.

## Transparent
Das Transparent ist 70 cm hoch und zwei Meter lang. Die Grundfarbe ist schwarz, der Text ist zweizeilig in weißen Buchstaben aus Leukoplast mit Groß-/Kleinschreibung aufgeklebt. Bei der schwarzen Stoffbahn handelt es sich um den Trauerflor von der Trauerfeier anlässlich der Beerdigung des vom Polizisten Karl-Heinz Kurras erschossenen Studenten Benno Ohnesorg, die im Juni 1967 in Hannover stattgefunden hatte. Der örtliche AStA habe, so Behlmer, von einem Ballen schwarzer Kunstseide große Bahnen abgeschnitten und sie an die teilweise weit angereisten Demonstranten verteilt. Er habe sein Stück behalten und am Vorabend des 9. November die Buchstaben aufgeklebt.
Nachdem es jahrzehntelang im Staatsarchiv der Freien und Hansestadt Hamburg aufbewahrt wurde, ist es jetzt als Leihgabe von Gert Hinnerk Behlmer im Hamburger Universitätsmuseum öffentlich zugänglich.

## Text
Gelegentlich ist der Text Peter Schütt, damals wissenschaftlicher Assistent an der Universität Hamburg, später als „Hofdichter“ der DKP bezeichnet, 1990 Konvertit zum schiitischen Islam, zugeschrieben worden.
Albers und auch Behlmer äußerten, sie seien von einem Graffito an einem Bauzaun auf dem Campus angeregt worden, „der ungefähr so ging: Es mieft in der Universität, und das seit 100 Jahren.“

## Personen

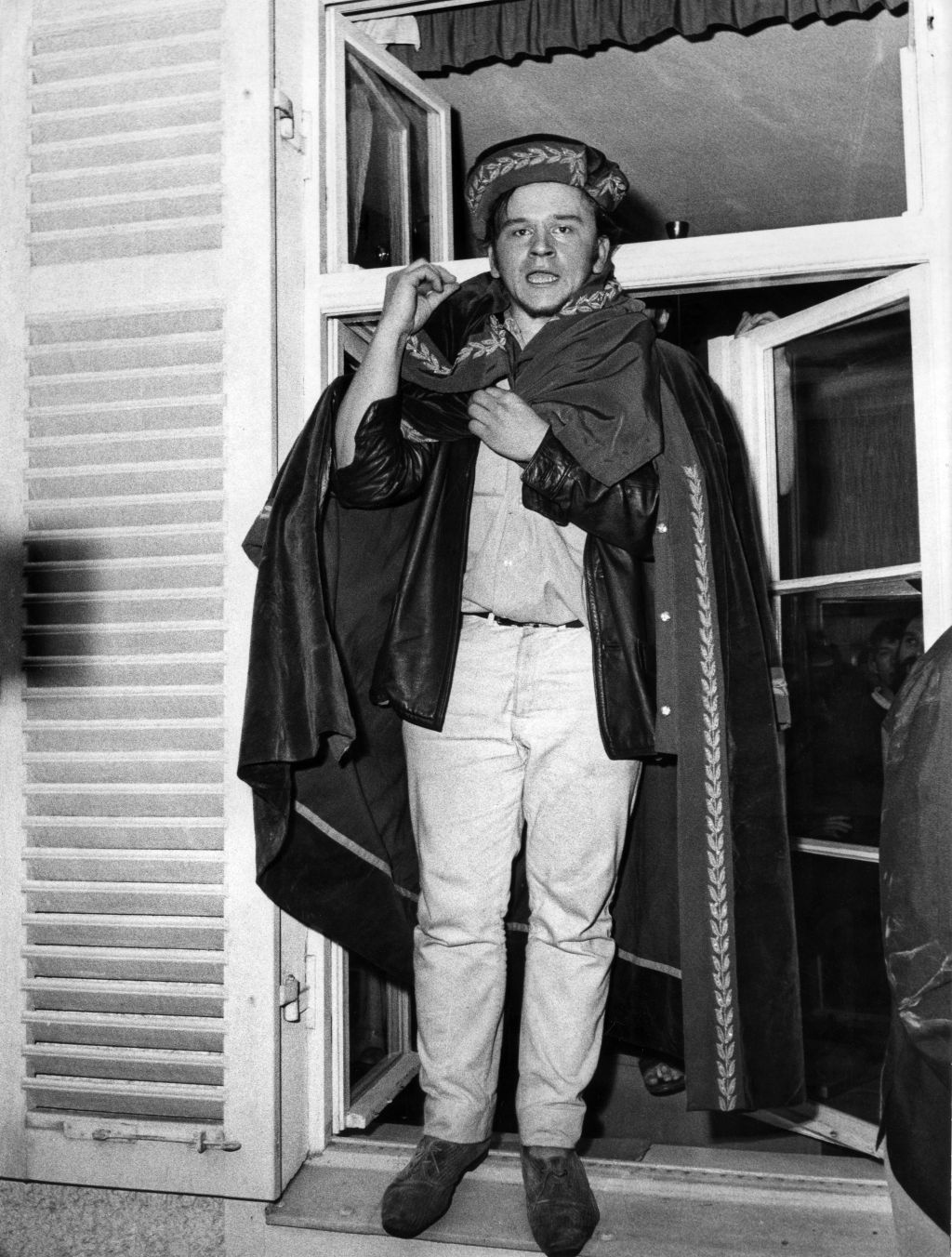
Ein Student im Talar des Rektors (1968)

In einem Beitrag des ARD/NDR Magazins Panorama vom 2. September 1999 wird der spätere neofaschistische Vordenker Reinhold Oberlercher als Anführer der Gruppe bezeichnet.
Albers war zum Zeitpunkt der Aktion Jurastudent im achten Semester und war im Jahre 1966 in die SPD eingetreten. Später war er Professor am Institut für Politikwissenschaften der Universität Bremen, zuvor von 1996 bis 2004 Landesvorsitzender der SPD Bremen. Behlmer war bis 2004 Staatsrat der Hamburger Kulturbehörde. Beide waren zum Zeitpunkt der Aktion Mitglieder des Sozialdemokratischen Hochschulbunds.
Für die Spendenaktion Ein Platz im Audimax stellten beide die Aktion am 9. November 1997 mit dem Original-Transparent an Ort und Stelle nach.

## Intention
In einem Interview für den Unispiegel 6/2005 im Dezember 2005 erklärte Albers die Gründe, die ihn und seine Kommilitonen zu der Aktion veranlasst hatten:

„Mit dem Transparent wollten wir die Hochschulen darauf stoßen, dass sie sich bislang vor der Aufarbeitung ihrer Rolle im ‚Dritten Reich‘ gedrückt hatten. Außerdem war es die Zeit der außerparlamentarischen Opposition gegen die erste Große Koalition: Wir kämpften gegen die Notstandsgesetze, gegen den Vietnam-Krieg und für nichts weniger als eine Umwälzung der gesamten Gesellschaft.“

Zusätzlich zu dem Protest gegen die althergebrachten, autoritären Strukturen der Ordinarienuniversität erfolgte die Anspielung im Transparent auf das „Tausendjährige Reich“. Hintergrund war die bis dahin kaum und schon gar nicht selbstkritisch thematisierte NS-Vergangenheit vieler deutscher Professoren. Es bleibt aber fraglich, inwieweit diese Bedeutung des Spruchs bei der Rektoratsfeier wahrgenommen wurde. Weder in den folgenden Gremiensitzungen der Universität noch in der Presseberichterstattung spielte dieser Vorwurf eine Rolle.
Norbert Jankowski – im November 1967 stellvertretender AStA-Vorsitzender – hält die Anspielung auf die NS-Zeit für eine nachträgliche Interpretation: Er habe die Anspielung damals nicht wahrgenommen und nimmt auch nicht an, dass „die anderen das vorher durchdacht haben, auch wenn sie das heute oft anders erzählen.“ (Zitiert nach Helene Heise, Thema Parole vom Bauzaun (in der Reihe einestages – Zeitgeschichten auf Spiegel Online)).